# NGC 6345
NGC 6345 је лентикуларна галаксија у сазвежђу Змај која се налази на NGC листи објеката дубоког неба.
Деклинација објекта је + 57° 21' 2" а ректасцензија 17h 15m 23,9s. Привидна величина (магнитуда) објекта NGC 6345 износи 14,4 а фотографска магнитуда 15,4. NGC 6345 је још познат и под ознакама MCG 10-24-115, CGCG 299-65, PGC 59945.